# Lợi niệu quai

Cấu trúc hóa học của một số thuốc lợi tiểu quai.

Lợi niệu quai là các thuốc lợi tiểu mà tác động đến nhánh lên của quai Henle trong thận. Thuốc chủ yếu dùng trong y học để điều trị tăng huyết áp và phù thường do suy tim hay suy thận. Trong khi thuốc lợi tiểu thiazide có hiệu quả hơn ở bệnh nhân có chức năng thận bình thường, thuốc lợi niệu quai có hiệu quả hơn ở bệnh nhân chức năng thận suy giảm.

## Tác dụng không mong muốn
Tác dụng không mong muốn phổ biến nhất của thuốc (ADRs) liên quan đến liều và phát sinh từ tác động đến quai và cân bằng điện giải.
Tác dụng không mong muốn ADRs thường gặp bao gồm: hạ đường huyết, hạ kali máu, hypomagnesemia, mất nước, tăng ure máu, gút, chóng mặt, hạ huyết áp tư thế, ngất. Sự mất magnesi là gây ra do thuốc lợi quai cũng đã được đề nghị là một nguyên nhân gây ra bệnh giả gout
Tác dụng không mong muốn ADRs ít gặp bao gồm: rối loạn mỡ máu, tăng creatinin huyết tương, hạ calci máu, nổi mẩn. Kiềm chuyển hóa cũng có thể xuất hiện khi sử dụng thuốc lợi niệu quai.
Độc tính trên tai (tổn thương hệ thống tai trong) là một phản ứng nghiêm trọng, nhưng hiếm gặp khi sử dụng thuốc lợi tiểu quai. Các triệu chứng bao gồm ù tai và mất thăng bằng, nhưng có thể dẫn đến điếc trong trường hợp nghiêm trọng.
Thuốc lợi niệu quai cũng có thể gây suy thận ở bệnh nhân sử dụng đồng thời cả kháng viêm không steroid và ức chế ACE.

## Ví dụ
- Furosemide
- Bumetanide
- Ethacrynic acid
- Torsemide